# Тобольский травник XVIII века
Тобольский «Травник XVIII века» — рукописный лечебник, хранящийся в Тобольском краеведческом музее. Он написан скорописью того времени, содержит 73 листа (х2).

## Травник
Травник — книга с описанием лечебных трав и способов лечения ими.
Травники и лечебники в своей массе представлены рукописными сборниками статей, описывающих различные растения и их полезных для человека свойств. На Руси переводные травники появились в конце XV века и со временем дополнялись сведениями по лечению, отражающими складывавшийся столетиями народный опыт врачевания, а также описаниями местных лечебных трав.

## Автор Тобольского «Травника XVIII века»
Авторство «Травника» определить не представляется возможным, но сама рукопись дает некоторые достоверные сведения по биографической легенде памятника. В верхнем поле страницы 3 указано, что «сей лечебник достался священнику Мих[аи]лу Быстровзорову в 1814 году по смерти дяди Гавриила Леонтьева. Издан в 1779 году». Известно, что текст травника (или, по крайней мере, одна из его самых сложных частей «Об уринном разсуждении» (л. 50 об.)), появился на Руси, благодаря переводу с латинского языка некоего «мастера Абтолфа», но, кто он был, по одному только имени определить трудно.

## Описание рукописи
Рукопись состоит из 73 листов плотной бумаги, текст написан с обеих сторон. Листы подшиты в твёрдый переплёт пёстро-коричневого цвета с завязками. Сшивка листов сделана грубой многослойной кручёной нитью: сначала в пачки, которые впоследствии были соединены между собой. Плотность бумаги везде одинаковая, некоторые страницы имеют водяные знаки. Изображение медведя с протазаном — часть герба Ярославля — указывает на то, что, скорее всего, бумага произведена на Ярославской фабрике. Размеры полей: нижних — 15—20 мм; верхних 10—15 мм; поля слева — 25 мм, справа — 15 мм. Часть страниц имеет старинную нумерацию: В, Е. Современная нумерация, вероятно выполненная работниками архива, не соответствует содержанию рукописи. Возможно, во время её технической обработки листы некоторых глав были переставлены.
Первая страница рукописи декорирована вязью, правая часть рисунка красными и чёрными чернилами находится в большей сохранности. Вступление выполнено печатными буквами от руки. Первая статья начинается с красной буквой, украшенной вензелями, последующие статьи начинаются с красной строки без украшений. Рукопись, за исключением главы «Об урине», написана одним почерком.

## Структура и содержание
Несмотря на своё название, тобольский «Травник» по своему содержанию относится к книгам-лечебникам. Его структура построена с ориентацией на заболевания отдельных органов человека. Всего в Травнике 96 статей, которые располагаются не по алфавиту. Определённая закономерность в последовательности всё-таки прослеживается: статьи о лечении болезней органов следуют «сверху вниз» и «снаружи вовнуть» относительно тела человека.
Основную часть предваряет отступление нравоучительного содержания. В «Травнике» уделяется внимание значению растений и их частей в качестве лекарственных средств. Относительно некоторых из них даются подробные сведения о внешнем виде, местах произрастания, а также времени сбора. Содержание частей книги неоднородно, сам текст её не завершён.
В «Травнике» присутствуют рецепты и описания мистического характера, один из разделов посвящён порче и окорму и отраве, описываются ритуалы, которые должны выполняться при сборе растений. Особое внимание придаётся свойствам камней. В рецептах помимо трав используются нефть, смола, уксус, вино, пиво. В книгу включены также советы, не относящиеся к лечению, например, способы избавления от клопов, мышей. Некоторые рецепты, содержащиеся в тобольском варианте «Травника» до настоящего времени используются при лечении (например, насморка, кашля).

## Графика и орфография
Письмо «Травника» малограмотное, его основа — ярко выраженная акающая. Это обстоятельство позволяет предположить, что рукопись создана не жителем Тобольска, для которого характерна окающая речь, что подтверждается наличием в тексте ссылок на места произрастания некоторых трав в Подмосковье (Раменское).

## Лексика
Анализ лексики и фразеосочетаний «Травника» помогает даёт представление о «наивной картине мира» и комплексе идей, выработанном в сфере охраны здоровья, лечения человека и применения лекарственных средств. «Травник» является источником сведений о названиях частей тела человека, болезней, лексики, употребляемой в быту и хозяйственных отношениях, о названиях растений.

## Обработка текста и публикация
Рукопись была обработана и переиздана в 2004 году Челябинским государственным педагогическим университетом под редакцией доктора филологических наук, профессора кафедры русского языка и методики преподавания русского языка ЧГПУ Лидии Андреевны Глинкиной. В издании содержится текст Тобольского «Травника XVIII века» в печатном виде, что позволяет без каких-либо затруднений ознакомиться и изучить текст для научных целей, характеристика рукописи, словарик — толкователь. Текст передан гражданицей XVIII века.